# Beckum (Pays-Bas)
Pour les articles homonymes, voir Beckum.
Beckum est un village situé dans la commune néerlandaise de Hengelo, dans la province d'Overijssel. Le 1er janvier 2005, le village comptait 800 habitants.

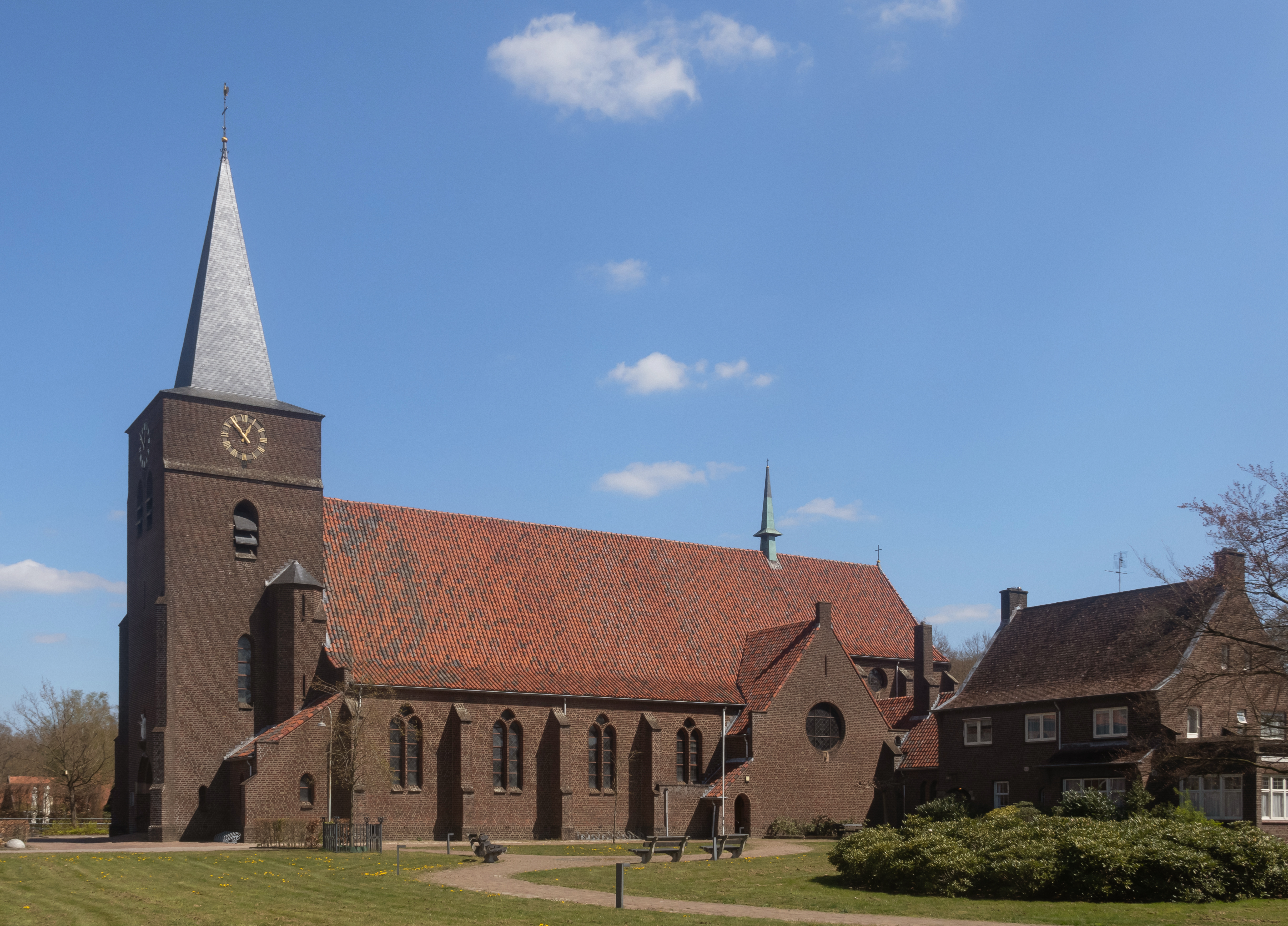
Beckum, l'eglise: Sint-Blasiuskerk